# Не відпускай (телесеріал)
«Не відпускай» (рос. Не отпускай) також відомий як Море співає (рос. Море поёт) — російськомовний мелодраматичний телесеріал знятий в Україні. Виробництвом серіалу займалася кінокомпанія «Гуд медіа» на замовлення каналу «1+1». Авторкою сценарію та шоуранером виступила Кіра Худолей.
Прем'єра телесеріалу в Україні відбулася на телеканалі 1+1 10 лютого 2020 року.  прем'єра телесеріалу в Росії відбулася 9 листопада 2020 року на телебаченні на російському телеканалі Домашній та на різноманітних російських vod-платформах на кшталт more.tv тощо.

## Сюжет
Молоді люди Макс та Рита закохані один в одного. Через десять років після закінчення школи вони у компанії випускників вирушають на зустріч до моря. Маргарита також бере з собою свого 6-річного брата Вітю. Але стається нещасний випадок — хлопчик зривається зі скелі та назавжди отримує інвалідність. Батько Рити помирає від інфаркту, а мама погрожує покинути її, якщо донька продовжить зустрічатися з Максом, оскільки вважає, що саме він штовхнув Вітю зі скелі…
Також у Макса з'являється неочікуваний опонент. До містечка, де живе Рита, повертається Ігор — успішний бізнесмен. Він ігнорує протести місцевих мешканців і будує яхт-клуб на березі річки у рідному селі. Ще одна його мета — завоювати Риту. Подальша ситуація розгортається у любовному трикутнику.

## У ролях

### У головних ролях
- Матвій Зубалевич - Макс
- Євгенія Нохріна - Ріта
- Ксенія Мішина - Ганна
- Артем Алексєєв - Ігор

### У ролях
- Валентин Томусяк - Женя
- Микола Боклан - батько Макса
- Валентина Пугачова - Світлана
- Іван Залуський - Толік
- Сергій Дзялік - Олейко
- Ганна Саліванчук - Поліна
- Тамара Антропова
- Анастасія Шульга - донька Олейка
- Валерія Гуляєва
- Андрій Мостренко - мер
- Володимир Осадчий- браконьєр
- Марія Тарасова - Варя
- Святослав Тарасов - Вітя
- Марк Терещенко - Вітя в дитинстві
- Сергій Кисіль - капітан корабля
- Євген Авдєєнко
- Юрій Кудрявець
- Лариса Трояновська
- Володимир Осадчий - браконьєр
- Софія Ковальова
- Микола Григоренко
- Сергій Сафрончик

### У епізодах
- Сергій Куда
- Микита Чаєвський
- Валентин Касьян
- Володимир Гончаров
- Олексій Агєєв
- Владислав Куніцин
- Костянтин Мороз
- Іван Ковальський
- Анастасія Гіренкова
- Станіслав Скакун
- Володимир Філатов
- Євген Сичов
- Христина Синельник
- Анна Чабак

## Реліз
Прем'єра телесеріалу в Україні відбулася на телеканалі 1+1 10 лютого 2020 року. Прем'єра телесеріалу в Росії відбулася 9 листопада 2020 року на телеканалі Домашній.

## Рейтинги
Аудиторії 18-54 / 18-54 (50k +): 
-      1 серія 10,4% / 8,2%, 2 серія 10,4% / 8,9%;
-      3 серія 9,1% / 7,5%, 4 серія 10,7% / 8,3%;
-      5 серія 9,4% / 7,5%, 6 серія 9,7% / 8,4%;
-      7 серія 9,8% / 7,7%, 8 серія 9,4% / 9,1%.